# Джессі Бертон
Джессіка Кетрін Бертон (народилася 17 серпня 1982) — англійська письменниця. Станом на  2022 опублікувала чотири романи «Мініатюрист», «Муза», «Сповідь», «Будинок удачі» та дві книжки для дітей «Невгамовні дівчата» та «Медуза». Усі чотири романи для дорослих були бестселерами Sunday Times, а «Мініатюрист», «Муза» та «Будинок удачі» посіли перше місце. «Мініатюрист» і «Муза» були бестселерами New York Times, й вибором передачі «Книги перед сном» на Radio 4. Загалом її романи опубліковані майже 40 мовами. Оповідання авторки публікували в Harpers Bazaar US і Stylist.
Бертон також пише публіцистику. Її есе публікували у The Wall Street Journal, The Independent, Vogue, Elle, Red, Grazia, Lonely Planet Traveler і The Spectator.

## Дитинство, освіта та театральна кар'єра
Бертон виросла у Вімблдоні, південний Лондон, її батьки родом із Баттерсі. Бертон навчалася у школі Леді Маргарет у Фулемі. Вона закінчила Брейсноуз коледж в Оксфорді та Центральну школу мови та драми.
Колишня акторка сцени, Бертон працювала в театрі, зокрема у виставі «Година, коли ми нічого не знали один про одного» в Національному театрі, Лондон у 2008 році. Маючи на меті стати «успішною театральною акторкою», до 28 років вона зазнала застою в кар'єрі й «бачила написане на стіні – мрія стати новою Кейт Вінслет не здійсниться. Я ніколи не розлюбила акторство, це воно розлюбило мене». Через труднощі з отриманням прослуховувань вона працювала на тимчасових роботах, зокрема персональною асистенткою у лондонському Сіті.

## Письменницька кар'єра
Дебютний роман Бертон «Мініатюрист» 2014 року має місцем дії Амстердам XVII століття. Роман натхненний ляльковим будинком Петронелли Ортман, який зараз знаходиться в Державному музеї (Амстердам), хоча книжка і не намагається бути біографічним романом. Авторка створювала роман «Мініатюрист» понад чотири роки. Книжка стала предметом торгів на Лондонському книжковому ярмарку у квітні 2013 року. 2017 року за книжкою зняли двосерійний мінісеріал для BBC і PBS Masterpiece.
Другий роман Бертон, «Муза», вийшов 2016 року, дія у ньому розгортається в подвійному часовому проміжку: під час Громадянської війни в Іспанії та через 30 років у Лондоні 1960-х років. Її було номіновано на нагороду читачів Books Are My Bag Readers' Awards 2016.
Перший роман Бертон для дітей, «Невгамовні дівчатка», вийшов у вересні 2018 року. Історія основана на казці братів Грімм «Дванадцять танцюючих принцес».
Її третій роман для дорослих «Сповідь» вийшов 2019 року. «Медуза», друга книжка для дітей, вийшла друком 2021 року.
«Будинок удачі», продовження «Мініатюриста», було опубліковано 2022 року.

## Праці
Романи для дорослих
- Мініатюрист (Picador, 2014)
- Муза (Picador, 2016)
- Сповідь (Picador, 2019)
- Будинок удачі (Picador, 2022)

Дитячі книги
- Невгамовні дівчатка (Bloomsbury, 2018)
- Медуза (Bloomsbury, 2021)
- Таємний скарб (Bloomsbury, 2025)

### Переклади українською
2019 року у видавництві «Віват» вийшов український переклад роману «Мінітюарист». Перекладачка — Єлена Даскал.

## Нагороди та визнання
- Переможець «Книги року» Waterstones 2014 для «Мініатюрист»[22]
- 2014 Specsavers National Book Awards : Новий письменник року за «Мініатюрист»[13]
- 2014 Specsavers National Book Awards : Книга року «Мініатюрист»[23]
- Медаль Карнегі 2023:  «Медуза» потрапила у короткий список[24]